# كريس فريمان (متزحلق)
كريس فريمان (بالإنجليزية: Kris Freeman)‏ هو متزحلق أمريكي، ولد في 14 أكتوبر 1980 في كونكورد في الولايات المتحدة.

## وصلات خارجية
- كريس فريمان على موقع الاتحاد الدولي للتزلج (التزلج الريفي) (الإنجليزية)
- كريس فريمان على موقع أوليمبيديا (الإنجليزية)